# Левки (дем Кавала)
Вижте пояснителната страница за други значения на Левки.
Левки, още Чинар или Чинар дере (на гръцки: Λεύκη, до 1928 година Цинар), е село в Гърция, в дем Кавала, област Източна Македония и Тракия.

## География
Селото е разположено североизточно от демовия център Кавала на надморска височина от 50 m.

## История

### В Османската империя
В началото на XX век Чинар е изцяло турско селище в Кавалска кааза на Османската империя. Съгласно статистиката на Васил Кънчов („Македония. Етнография и статистика“) към 1900 година Чинаръ е изцяло турско селище с 80 жители.

### В Гърция
След Междусъюзническата война в 1913 година селото попада в Гърция. В 1923 година жителите на Чинар са изселени в Турция и на тяхно място са заселени понтийски гърци, бежанци от Турция. Според статистиката от 1928 година Чинар дере (Τσινάρ Δερέ) е изцяло бежанско с 40 семейства и 145 жители общо. В 1928 година името на селото е сменено на Левки. Българска статистика от 1941 година показва 230 жители.
| Година    | 1913 | 1920 | 1928 | 1940 | 1951 | 1961 | 1971 | 1981 | 1991 | 2001 | 2011 | 2021 |
| --------- | ---- | ---- | ---- | ---- | ---- | ---- | ---- | ---- | ---- | ---- | ---- | ---- |
| Население | 0    | 20   | 156  | 234  | 278  | 128  | 90   | 64   | 48   | 47   | 48   | 57   |

Населението се занимава със земеделие и отглеждане на маслини. Каракачаните, заселени тук след Втората световна война, се занимават със скотовъдство.